# Haelucenogenoklektyzm. Przypowieść o zagubieniu w czasoprzestrzeni
Haelucenogenoklektyzm. Przypowieść o zagubieniu w czasoprzestrzeni – jest to pierwszy solowy projekt L.U.C.-a, wydany w 2006 roku.

## Lista utworów
Czas trwania albumu: 1:18:37
| #  | Tytuł                                                                        | Długość | Gościnnie                  |
| -- | ---------------------------------------------------------------------------- | ------- | -------------------------- |
| 1  | Introroz Ciągnięta Mojajaźń                                                  | 3:22    | – – –                      |
| 2  | Stan Haelucynogenny                                                          | 4:01    | Ńemy                       |
| 3  | Pierwsze Przebudzenie – Miasto Stumostów                                     | 4:58    | – – –                      |
| 4  | Porwano Ludzi z Miasta Stumostów                                             | 3:48    | Andrzej Smolik             |
| 5  | Słowa Mojego Dziadka                                                         | 0:07    | – – –                      |
| 6  | Leci Sonda                                                                   | 3:33    | Ńemy                       |
| 7  | Pierwszy Suchar – Czytam Poradnik Magazyniera                                | 1:36    | – – –                      |
| 8  | Reklama, Gówno i Śmieci                                                      | 1:26    | Pumex                      |
| 9  | Drugi Suchar – Jak Założyć Rodzinę z Kaloryferem                             | 2:06    | – – –                      |
| 10 | A Propotostów                                                                | 3:18    | Zgas, Bobek                |
| 11 | Trzeci Suchar – Działkowanie                                                 | 2:27    | – – –                      |
| 12 | Pukagastrofazy Godzina                                                       | 4:08    | Igor Pudło, Leszek Możdżer |
| 13 | Opowieści Żołądkowe                                                          | 4:03    | Igor Pudło, Leszek Możdżer |
| 14 | Cisza                                                                        | 0:10    | – – –                      |
| 15 | Zapadła Cisza                                                                | 1:30    | Keyg                       |
| 16 | Jak Przegadać Ciszę?                                                         | 4:38    | Keyg, Hudini, Rahim        |
| 17 | Prąd Rządzi Miastem bo Posiada Kontakty                                      | 5:39    | Kejb                       |
| 18 | Elektroneuronowa Przyjaźń                                                    | 3:24    | Magiera, Mały72            |
| 19 | (170 Lat Później) Nuda                                                       | 3:40    | Kejb                       |
| 20 | Powietrze Stoi                                                               | 2:01    | Natalia Grosiak            |
| 21 | Sen                                                                          | 5:32    | Natalia Grosiak            |
| 22 | Przebudzenie – Nigdzie                                                       | 1:48    | Spaso                      |
| 23 | Pomiędzy Wszystkim                                                           | 3:47    | Spaso                      |
| 24 | Pranie Mózgu                                                                 | 3:53    | – – –                      |
| 25 | Wyprałem w Pralce Własny Mózg i Okazało Się że Jestem Pomidorowym Przecierem | 3:42    | Dawid Szczęsny             |